# Chevêchette à queue barrée
Glaucidium sjostedti
Espèce
Statut de conservation UICN

 LC  : Préoccupation mineure
Statut CITES
La Chevêchette à queue barrée (Glaucidium sjostedti) est une espèce d'oiseaux de la famille des Strigidae.

## Répartition
Cette espèce vit en Afrique subsaharienne, notamment au Gabon, au Cameroun et en Guinée équatoriale.